# 小勞勃·道尼
小勞勃·約翰·道尼（英語：Robert John Downey Jr.，1965年4月4日—），美國男演員及執行製作人，他在1980年代末至1990年代初，以電影《卓別林與他的情人》的演技受到好評而逐漸知名；1990年代末，戒毒後的道尼參與了電視劇《艾莉的異想世界》，持續他的演藝事業，後來主演及配角的作品則包括：《晚安，祝你好運》、《吻兩下打兩槍》、《索命黃道帶》、《杜立德》、《神探福爾摩斯》系列電影以及漫威电影宇宙中《鋼鐵人》與《復仇者聯盟》等系列電影。2024年他憑《奧本海默》橫掃第81屆金球獎最佳電影男配角、第77屆英國電影學院獎最佳男配角、第30屆美國演員工會獎最佳男配角和第96屆奧斯卡金像獎最佳男配角等多個獎項，演技備受肯定。

## 早年生活
唐尼出生在纽约市曼哈顿，与姐姐艾莉森在格林威治村长大。他的父亲老罗伯特·唐尼是一名演员和电影制片人，而他的母亲艾尔西·安（原名福特）是一位曾出演老罗伯特电影的女演员。唐尼的父亲为半立陶宛犹太人。他还拥有四分之一匈牙利犹太人及和爱尔兰血统，而唐尼的母亲则拥有苏格兰、德国和瑞士的血统。罗伯特的原姓是埃利亚斯，后来他的父亲在改名后加入军队。
小时候，唐尼生长在“被毒品包围”的环境里。因为他的父亲是一名吸毒者，他允许六岁的唐尼吸食大麻。父亲后来对此感到遗憾。唐尼说，吸毒成为他和他父亲之间的情感纽带：“当我父亲和我一起吸毒时，就像他试图以他知道的唯一方式表达他对我的爱一样。” 最终，唐尼每晚都出門酗酒和“打上千个电话找毒品”。

## 事業

### 早期角色
童年时期的唐尼在他父亲的电影中扮演过小角色。他在五歲时首次亮相，在1970年的荒诞喜剧《狗狗人生》中扮演一只生病的小狗，然后在七岁时出现在喜剧片《墨西哥人的宫殿》中。10岁时，居于英国的他学习古典芭蕾。十几岁时加入纽约州北部的舞台门庄园表演艺术培训中心的培训课程。1978年，在父母离婚后，唐尼追随父亲移居至加利福尼亚，并在1982年从圣莫尼卡高中辍学，搬回纽约从事全职演员。二十歲後，他成為美國喜劇節目《週末夜現場》的固定班底，不過只參與了一季。他在《SNL》常演的角色包括：時髦的影評人吉米·錢斯（與諾拉·鄧演的艾許莉·艾許莉為搭檔）、魯迪·藍道夫三世（藍迪·奎德演的小魯迪·藍道夫的兒子）；也模仿過許多名人，如：貓王、喬治·麥可、約翰·麥倫坎普、西恩·潘、保羅·西蒙、霍爾與奧茲的團員約翰·奧茲。

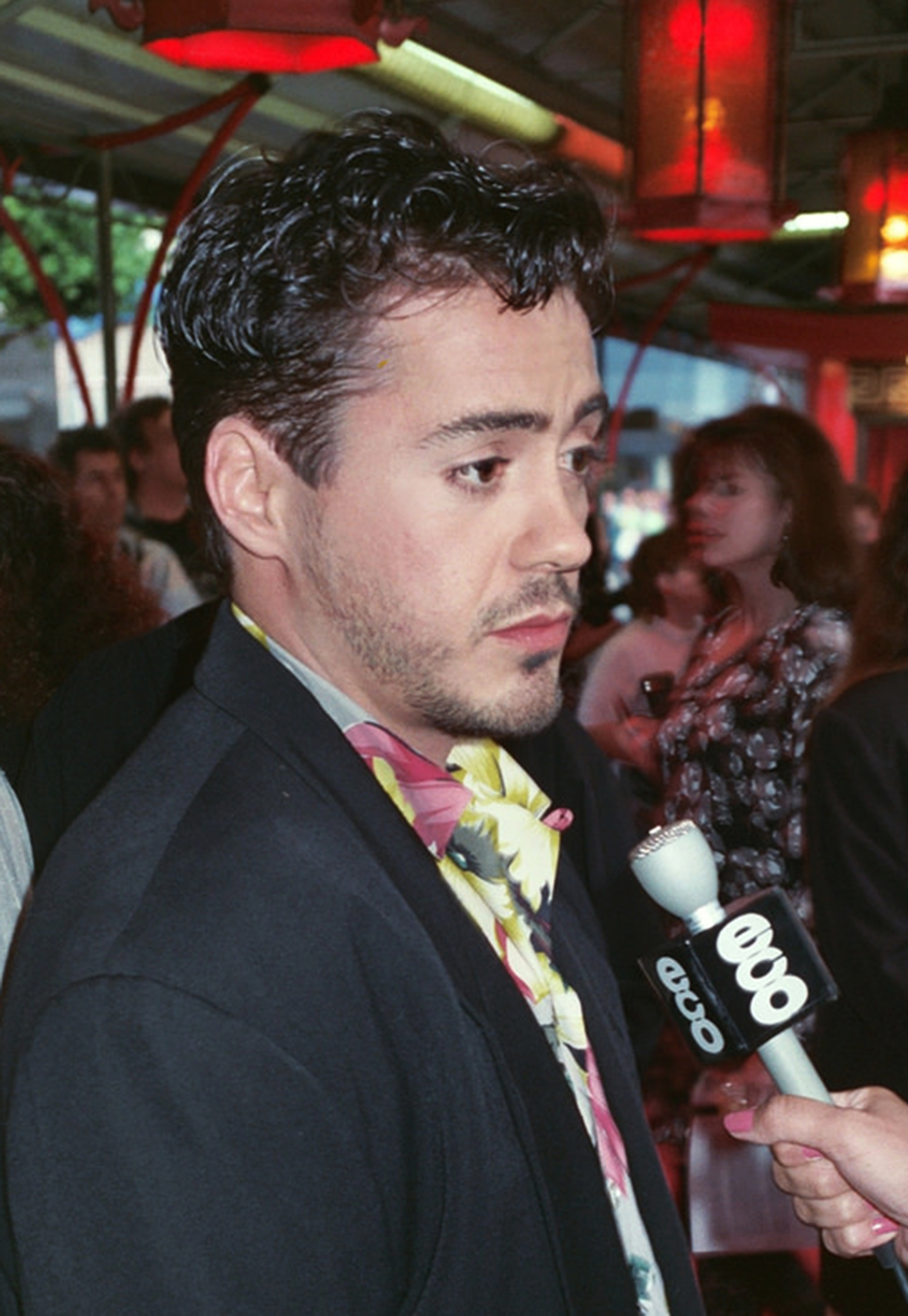
小勞勃·道尼出席1990年的電影《飛離航道》首映會

他在1987年以一部《泡妞專家》成名，同年也在《零下的激情》詮釋身陷毒癮的富家子。1992年，他在《卓別林與他的情人》中扮演查理·卓別林，此角也使他入圍奧斯卡金像獎的最佳男主角獎。
許多人認為道尼是新鼠黨的一員，但事實上他並非被正式認可的成員。話雖如此，他與摩莉·倫華、安東尼·麥可·霍爾、詹姆斯·史派德和安德魯·麥卡錫合演過許多新鼠黨電影。

### 藥物濫用
道尼的毒品上癮問題可追溯到在他8歲時，父親第一次提供大麻給他抽。
1997年，道尼被逮捕，並因為沒通過法庭的強制藥物檢測而坐牢。在1999年8月至2000年8月，他因此罪名於柯克蘭的加州藥物濫用勒戒所暨州監獄服刑。
2000年出獄後，道尼隨即加入熱門電視劇《艾莉的異想世界》的主角群，飾演女主角艾莉新的戀愛對象賴瑞·保羅。他以此角贏得金球獎，並入圍艾美獎。他也為芳達·夏普（Vonda Shephard）的「艾莉的異想世界第三季電視原聲帶」（Ally McBeal: For Once in My Life）跨刀創作、演唱，也和史汀在《艾莉》的其中一集合唱警察合唱團的1983年名曲「Every Breath You Take」。在參與的《艾莉》該季結束前，道尼吸毒的習慣又故態復萌，便立刻被製作人大衛·E·凱利開除，以及被送到勒戒所戒癮一年與三年緩刑。然而，道尼仍在隔年的《艾莉》第五季和最後一季做短暫、不掛名客串演出。
《與伍迪艾倫對談》（Conversations With Woody Allen）一書中指出，導演伍迪·艾倫想招攬道尼和薇諾娜·瑞德，參加他在2000年的作品《雙面瑪琳達》（Melinda And Melinda），卻無法成真，因為他無法為他們的行為作保證。伍迪·艾倫說：「我們得不到保險，除非我們能為他們做擔保，否則完工保險公司不願意承保。我們很難過，……我一直很想與鲍勃（道尼的暱稱）合作，也一直認為他是位大天才」。

### 重振事業

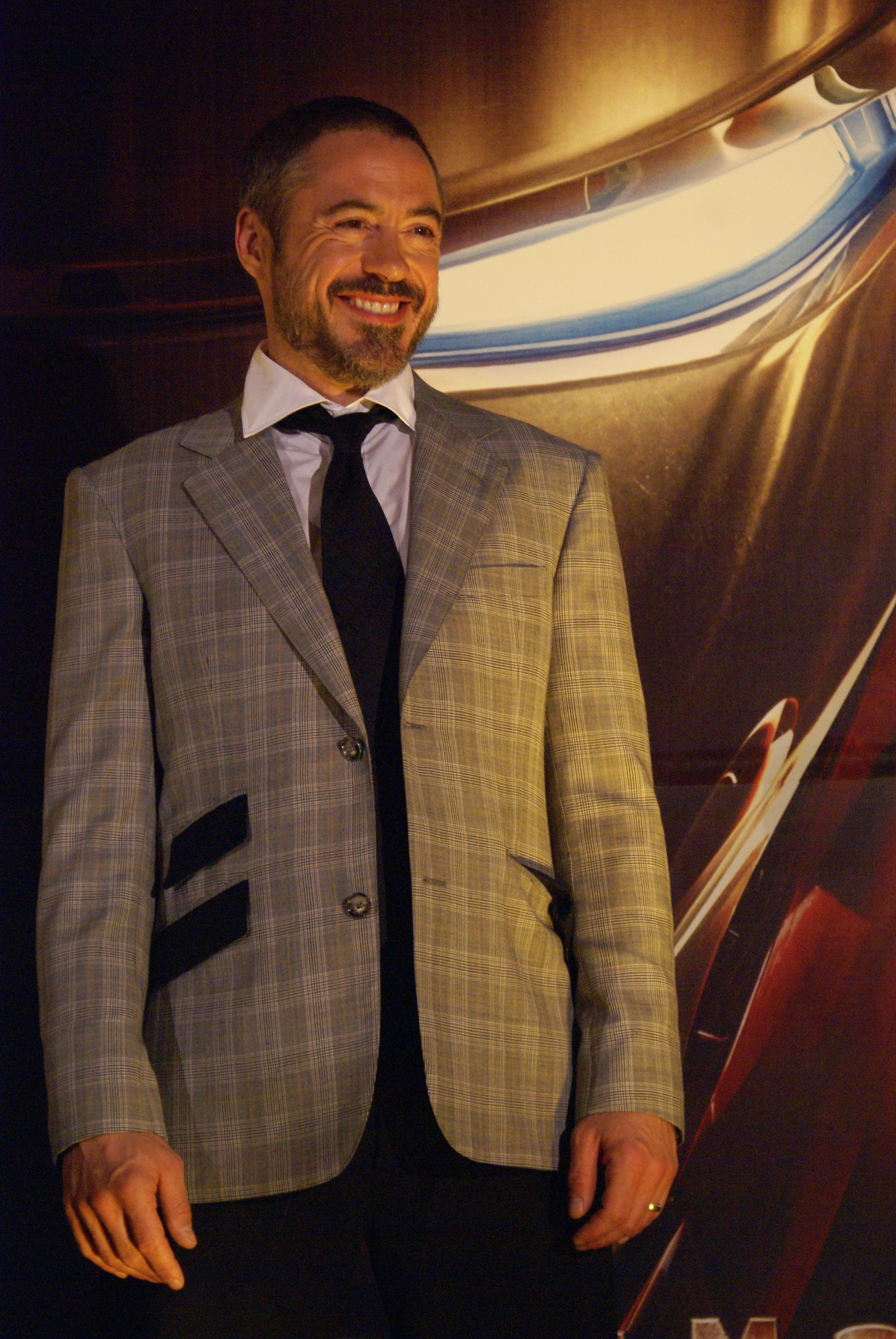
小勞勃·道尼於2008年4月在墨西哥城宣傳《鋼鐵人》

道尼在2001年時拍攝艾爾頓·強的單曲錄影帶「I Want Love」。2004年11月23日，他出了首張音樂專輯「我這樣的男人」（The Futurist），除了詞曲創作外，尚負責封面設計，由新力古典音樂部發行（在台灣為新力博德曼發行）。2005年時獲邀為80年代名團杜蘭杜蘭的演唱會做暖場，但因片約而不得不推拒。他在2000年代中期以《鬼影人》重返主流電影，製片喬·西佛則扣住道尼百分之四十的薪水，以預防他再度吸毒的行為，直到電影拍攝完工才還給他。自此之後，類似的措施變成他合約上的必備項目。
他在2005年演了三部戲，2006年則演了七部戲。2008年2月演出《麻煩人物》中的校長；2008年5月2日於全美上映的《鋼鐵人》，飾演漫威漫畫英雄「鋼鐵人」東尼·史達，鋼鐵人在全球票房大賣，無疑將小勞勃·道尼的演藝事業推上高峰；東尼·史達一角亦出現於6月上映的《無敵浩克》當中；8月《開麥拉驚魂》，小勞勃·道尼飾演Kirk Lazarus-Hot LZ，小勞勃·道尼戲稱該片只是拍《鋼鐵人》之後的暑期打工（語出《開麥拉驚魂》DVD花絮），該片為小勞勃·道尼獲得奧斯卡男配角提名。
2009年小勞勃·道尼有兩部新戲上映，分別為4月24日於全美上映的《心靈獨奏》，以及北美聖誕節檔期上映的《神探福爾摩斯》。
2013年6月20日，漫威製作室宣佈道尼經已簽約，將會在《復仇者聯盟2：奧創紀元》、《美國隊長3：英雄內戰》、《復仇者聯盟3：無限之戰》及《復仇者聯盟：終局之戰》中繼續飾演「鋼鐵人」東尼·史塔克。
2015年12月24日，美國加州州長傑瑞·布朗在平安夜頒特赦令，恢復他的如投票权在内的部分公民權。
2024年7月28日，漫威影業於聖地牙哥國際漫畫展宣佈道尼經已簽約，將會在《復仇者聯盟：末日之戰》及《復仇者聯盟：秘密戰爭》中飾演反派「末日博士」維克多·馮·杜姆。

## 个人生活

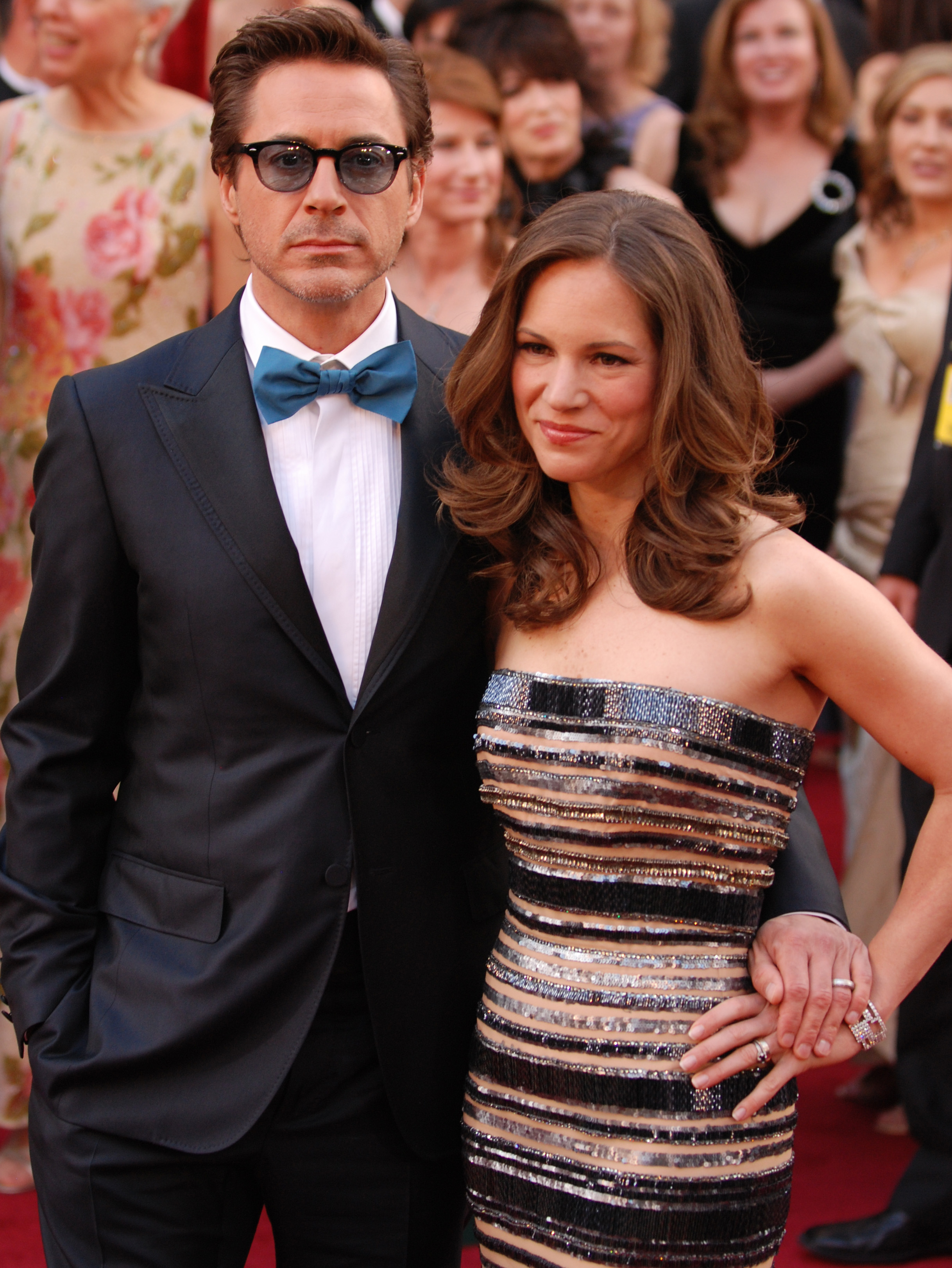
小罗伯特·唐尼与现任妻子苏珊·道尼摄于2010年奥斯卡颁奖典礼。

### 感情与婚姻
1984年，唐尼开始与女演员莎拉·潔西卡·帕克交往，兩人同居了七年，由于吸毒成瘾，这对爱侣后来于1991年分居。
1992年5月29日，经长达42天的求爱后，他与女演员兼歌手黛博拉·法尔科纳结婚，后育有一子印迪欧·法可纳·唐尼（Indio）。尔后，唐尼一再前往康复中心与监狱。这成为了压垮婚姻的最后一根稻草。2001年，在唐尼最后一次被捕并被判处长期康复期间，法尔科纳带着他们的儿子离开了唐尼。俩人后于 2004年4月26日完成离婚手续。
2003年，唐尼在电影《歌西卡》的片场遇到了制片人苏珊·蕾文。尽管苏珊连续两次拒绝了他的追求，但她確實在制作过程中悄悄地喜欢上他并和他谈起了恋爱。尽管苏珊担心拍摄完成后恋情不能继续维持下去，但是拍摄完成后他们仍然维持情侣关系。唐尼在苏珊三十岁生日的前一晚向她求婚。2005年8月27日，这对夫妇在纽约阿默甘西特 (紐約州)举办犹太仪式的婚礼。

### 宗教信仰
唐尼将自己的宗教信仰描述为犹太佛教徒，而且研究占星術。過去，唐尼一直對基督教和哈瑞奎師那運動感興趣。

## 音樂作品

### 专辑
《我這樣的男人》（2004）

## 外部連結
- Robert Downey Jr.在互联网电影资料库（IMDb）上的資料（英文）
- 小勞勃·道尼的Instagram帳戶